# داريل بيتي
داريل بيتي (بالإنجليزية: Daryl Beattie)‏ مواليد 26 سبتمبر 1970 في كوينزلاند، أستراليا، هو متسابق دراجات نارية أسترالي. نافس في سباقات بطولة العالم لفئة 500 سي سي ولفئة 250 سي سي ولفئة 50 سي سي. كما شارك في بطولة العالم للسوبربايك.

## روابط خارجية
- داريل بيتي على موقع MotoGP.com (الإنجليزية)
- داريل بيتي على موقع WorldSBK.com (الإنجليزية)